# Verrillactis paguri
Verrillactis paguri is een zeeanemonensoort uit de familie Sagartiidae.
Verrillactis paguri is voor het eerst wetenschappelijk beschreven door Verrill in 1869.